# 丽水专区
丽水专区，中华人民共和国浙江省已撤销的专区，在今浙江省南部。
1949年设置，专员公署驻丽水县（今丽水市莲都区）。辖丽水、云和、松阳、宣平、龙泉、缙云、庆元、景宁8县。
1952年，撤销丽水专区，将丽水、云和、景宁、庆元、龙泉5县划归温州专区；宣平、松阳2县划归衢州专区；缙云县划归金华专区。
1955年3月，松阳改隶金华专区，原属衢州专区的遂昌也改隶金华专区。1958年11月21日，撤销松阳县并入遂昌县。
1963年，恢复丽水专区，专署驻丽水县。辖原属温州专区的丽水、龙泉、云和、青田4县和原属金华专区的遂昌、缙云2县。辖6县。
1973年，恢复庆元县（于1958年并入龙泉县）。同年，撤销丽水专区，改置丽水地区。1982年1月30日，复置松阳县。1984年6月30日，复置景宁县。至此丽水地区恢复旧有处州府行政区划，共辖9县，除宣平县于1958年撤销，行政区域大部分划归武义县、小部分划归丽水县。